# Girolamo Borsieri
Girolamo Borsieri  (Como, Italia, 3 de marzo de 1588  1588-Como, Italia, 8 de julio de 1629), histórico, geógrafo scrittore e poeta italiano. Sus trabajos sobre geografía están entre los mejor elaborados en la historia de estas ciencias.».

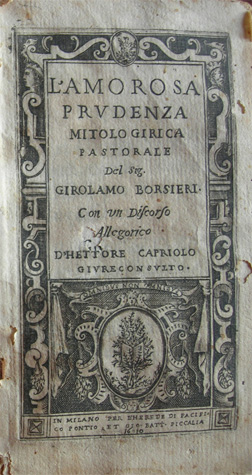
Girolamo Borsieri, L'amorosa prudenza, Milan